# إدي كانو
إدي كانو (بالإنجليزية: Eddie Cano)‏ هو عازف جاز وعازف بيانو أمريكي، ولد في 6 يونيو 1927 في لوس أنجلوس في الولايات المتحدة، وتوفي بنفس المكان في 30 يناير 1988.

## وصلات خارجية
- إدي كانو على موقع ميوزك برينز (الإنجليزية)